# Clarity (canção de John Mayer)
“Clarity” é uma canção escrita e gravada pelo cantor e compositor norte-americano John Mayer, organizada com piano e bateria, em parte, pelo baterista do The Roots, Questlove e pelo vencedor do Grammy Roy Hargrove. Foi o segundo single do álbum de 2003 de Mayer, Heavier Things.

## Letra
O significado da música não é imediatamente claro. Algumas interpretações caracterizaram a música como uma questão de chegar a um acordo com um relacionamento, enquanto outros interpretaram a canção como sendo sobre a autopercepção de uma pessoa. Em seu show em 28 de fevereiro de 2007 no Madison Square Garden, John apresentou “Clarity” como uma música escrita sobre os primeiros segundos depois de acordar pela manhã, quando você não se lembra de todos os problemas e preocupações de sua vida. No show Soundstage with Buddy Guy, Mayer explicou a música como uma das melhores que ele fez, sendo a melhor em retratar seus pensamentos e sentimentos.

## Vídeo musical
O videoclipe de “Clarity” foi dirigido pelo Director X. Foi filmado no Píer de Santa Mônica e na Rodovia da Costa do Pacífico.

## Desempenho comercial
“Clarity” alcançou o 13º lugar no Top 40 da Billboard para adultos e o #25 na Bubbling Under Hot 100.

## Equipe e colaboradores
- John Mayer — vocal, violão
- David LaBruyere — baixo
- Jamie Muhoberac – teclado
- Lenny Castro – percussão
- Matt Chamberlain – bateria
- Questlove – bateria
- Roy Hargrove – trompete

## Paradas musicias
| Chart (2004–05)                                    | Melhor posição |
| -------------------------------------------------- | -------------- |
| Países Baixos (Single Top 100)                     | 80             |
| Nova Zelândia (Recorded Music NZ)                  | 45             |
| Estados Unidos (Bubbling Under Hot 100 Singles)    | 25             |
| Estados Unidos (Billboard Adult Alternative Songs) | 1              |
| Estados Unidos (Billboard Adult Top 40)            | 13             |